# Майр, Эрнесто
Эрнесто Майр (нем. Ernesto Mair, 11 мая 1946, Виллабасса, Трентино — Альто-Адидже) — итальянский саночник немецкого происхождения, выступавший за сборную Италии в конце 1960-х — начале 1970-х годов. Участник двух зимних Олимпийских игр, обладатель бронзовой медали чемпионата мира, многократный призёр национального первенства.

## Биография
Эрнесто Майр родился 11 мая 1946 года в коммуне Виллабасса, регион Трентино — Альто-Адидже. Активно заниматься санным спортом начал в середине 1960-х годов, вскоре прошёл отбор в национальную сборную и вместе с Зигисфредо Майром стал принимать участие в крупнейших международных стартах, показывая довольно неплохие результаты.
Так, уже на чемпионате мира 1967 года в шведском Хаммарстранде выиграл бронзовую награду. 
Благодаря череде удачных выступлений Майр удостоился права защищать честь страны на зимних Олимпийских играх 1968 года в Гренобле, где впоследствии закрыл десятку сильнейших мужской парной программы. Спустя четыре года ездил соревноваться на Олимпиаду в Саппоро, без проблем прошёл квалификацию и планировал побороться здесь за медали, однако в двойках сумел подняться только до восьмой позиции. Поскольку конкуренция в сборной на тот момент резко возросла, вскоре принял решение завершить карьеру профессионального спортсмена, уступив место молодым итальянским саночникам.